# Placyd Jankowski
Placyd Jankowski (ur. 20 września 1810 we wsi Wojska na Polesiu, zm. 28 lutego?/11 marca 1872 w Żyrowicach) – polski duchowny unicki, a następnie prawosławny, pisarz.

## Życiorys
Syn Gabriela Jankowskiego, powstańca kościuszkowskiego, kanonika kapituły unickiej, archiprezbitera katedry brzeskiej, i Anny Jankowskiej z Łytkowskich. Uczył się w gimnazjum w Świsłoczy, później u bazylianów w Brześciu. W 1826 wstąpił do Seminarium Głównego Uniwersytetu Wileńskiego, które ukończył w 1830 i został profesorem unickiego seminarium duchownego w Żyrowicach, gdzie wykładał Pismo Św., teologię dogmatyczną i łacinę. W wyniku powstania listopadowego i epidemii cholery w 1831 wrócił do Wilna i został nauczycielem dzieci marszałka Tadeusza Czudowskiego. W 1832 powrócił do Seminarium w Żyrowicach i przygotowywał się do egzaminu doktorskiego, który zdał w 1833 w Akademii Duchownej Rzymsko-Katolickiej w Wilnie. W tym samym roku przyjął święcenia kapłańskie unickie i ożenił się z Helena Tupalską. W 1839 przeszedł na prawosławie, zostając wiceprezesem litewskiego konsystorza prawosławnego w Żyrowicach. W 1845 przeniósł się do Wilna, gdzie otrzymał probostwo cerkwi św. Mikołaja. Po dwóch latach powrócił na probostwo we wsi Białawice. W 1858 przeszedł na emeryturę i przeniósł się do Żyrowic. Odegrał znaczną rolę w likwidacji Kościoła unickiego w Żyrowicach.

## Działalność literacka
Debiutował w 1835 utworem "Chaos". Pisywał powieści, szkice, wspomnienia oraz poezje; był ceniony jako humorysta. Dokonał kilku przekładów z angielskiego, niemieckiego i włoskiego, jako jeden z pierwszych tłumaczył Williama Shakespeare’a. W latach 1837–53 drobne utwory i artykuły ogłaszał w czasopismach, m.in. Athenaeum, Radegast, Rocznik Literacki, Ondyna Druskienickich Źródeł, Pamiętnik Naukowo-Literacki, Gazeta Codzienna. Od 1841 utwory literackie podpisywał pseudonimem John of Dycalp. Po 1863 pisał w języku rosyjskim, w pismach: Chołmskij Greko-Uniatskij Miesiacesłow; Litowskija Jeparchialnyja Wiedomosti; Wilenskij Wiestnik.

## Twórczość
- Chaos. Szczypta kadzidła cieniom wierszokletów: Od Witalisa Komu-jedzie. Wilno, 1835; wyd. 2 znacznie odmienił, powiększył i powtórnie wydał... Wilno, 1842[2].
- Pisma przed-ślubne i przed-splinowe. T. 1-2. Wilno, 1841[3][4].
- Zaścianek. Niedawna kronika spisana przez ... Wilno, 1841[5].
- Chwila. Opowiadanie. Wilno, 1842[6].
- Ostatni upiór w Biełehradzie. Dosłowny wyciąg z kroniki czeskiej, wieku XVI. Wilno, 1842[7].
- Przeczucie. Komedyjka we 3 a. Wilno, 1842[8].
- Opowiadania. Wilno, 1843[9].
- Pamiętnik Elfa. Ogłoszony przez ... T. 1-2. Wilno, 1843[10][11].
- Powieść składana. Wilno, 1843[12].
- Doktor Panteusz w przemianach. Rękopis ze skrzyni śp. Przybysława Dyamentowskiego, stolnika urzędowskiego, mając sobie łaskawie udzielony spisał John of Dycalp. Lipsk, 1845[13].
- Sędzia Pieniążek. Improwizacja wypracowana. Wilno, 1845.
- Opowiadania wierszem. Wilno, 1845.
- Anegdoty i fraszki doznanej usypiającej własności, przez Komitet Medyczny sprawdzone i aprobowane. Drużyna zbierana przez ... Wilno, 1847 link
- Nowe opowiadania. Lipsk, 1847[14].
- Kilka wspomnień uniwersyteckich. Wilno, 1849; wyd. nowe dopełnione Wilno, 1854[15].
- Krynice. Ze wspomnień i gawęd z sobą samym autora dawnego autoramentu. Wilno, 1853[16].
- Kabała z odpowiedzi wirujących stołów i tabliczek, dosłownie spisana przez pewnego dymisjonowanego Pomocnika Stołu. Wilno, 1855.
- Adaś. Opowiadania. Wilno, 1856[17].
- Posiedzenie wiejskie we IV-ch niedzielach. Wilno, 1856[18].
- Fanaberie pana starosty Kaniowskiego. Warszawa, 1873[19].

## Przekłady
- S. Pellico: O obowiązkach ludzi. Wilno, 1835.
- W. Shakespeare: Puste kobiety z Windsoru. Wilno, 1842.
- W. Shakespeare: Północna godzina. Wilno, 1845.
- J.W. Goethe: Brat i siostra. Obrazek dramatyczny. Wilno, 1846.
- A. Manzoni: Narzeczeni. T. 1. Petersburg, 1846.
- W. Shakespeare: Henryk IV. W; Dzieła W. Shakespeare’a. T. Wilno, 1874.